# Renate Geuter

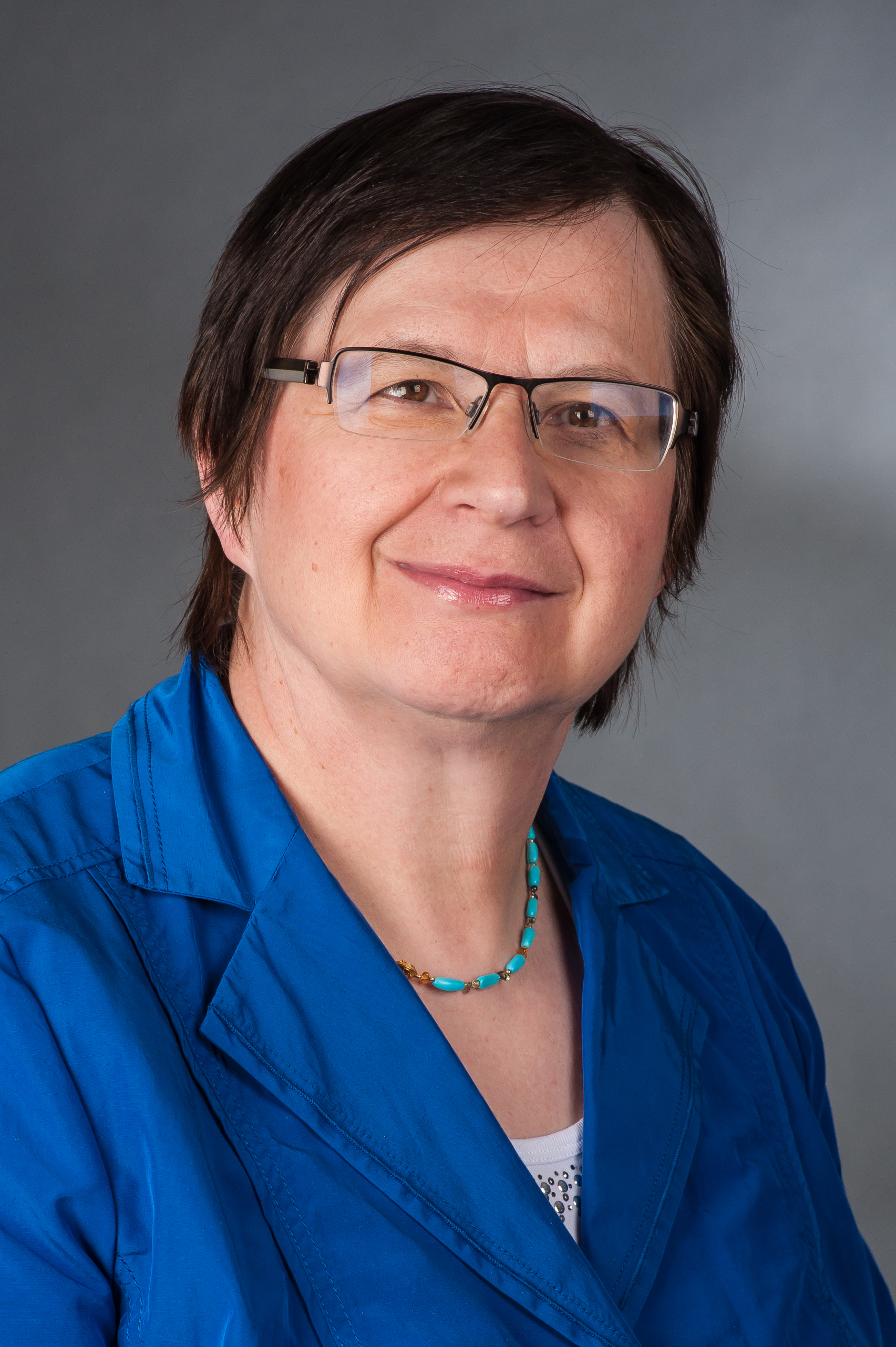
Renate Geuter, 2013

Renate Geuter (* 27. Dezember 1952 in Goldenstedt) ist eine deutsche Politikerin (SPD). Sie war von 2003 bis 2017 und von 2021 bis 2022 Abgeordnete des Niedersächsischen Landtags.

## Ausbildung und Beruf
Nach dem Besuch der Volksschule, der Abendrealschule und der Abendoberschule begann Geuter eine Lehre als Rechtsanwaltsgehilfin. Nach einer weiteren Ausbildung ist sie seit dem Jahr 1974 Verwaltungsangestellte beim Land Niedersachsen. Vom Jahr 1991 bis zu ihrer Wahl in den Landtag war sie Mitarbeiterin beim Oldenburgischen Staatstheater.
Sie ist verheiratet und hat zwei Kinder.

## Politik
Seit 1984 ist Geuter Mitglied der SPD; sie war von 1991 bis 2016 Vorsitzende des Unterbezirks Cloppenburg. In den Jahren 1991 bis 1996 war sie und seit 2001 ist sie Ratsfrau der Stadt Friesoythe. Von 2003 bis 2017 war sie Mitglied des Niedersächsischen Landtages; sie wurde jeweils über die SPD-Landesliste gewählt. Sie war Sprecherin der SPD-Landtagsfraktion für Haushalt und Finanzen. Bei der Landtagswahl 2017 trat sie wiederum im Wahlkreis Cloppenburg-Nord an, den jedoch erneut der CDU-Kandidat Karl-Heinz Bley gewann. Auch Platz 12 auf der Landesliste reichte zunächst nicht für einen Wiedereinzug in das Parlament aus. Am 9. November 2021 rückte Renate Geuter jedoch für die frühere Kultusministerin Frauke Heiligenstadt, die in den Bundestag gewählt worden war, in den Landtag nach. Zur Landtagswahl in Niedersachsen 2022 trat sie nicht erneut an.
Geuter ist Mitglied des Kinderschutzbundes und von ver.di.